# روسولینا
روسولینا (به ایتالیایی: Rosolina) یک کومونه در ایتالیا است که در استان روویگو واقع شده‌است.

## خصوصیات
روسولینا ۷۳٫۱ کیلومترمربع مساحت و ۶٬۳۰۳ نفر جمعیت دارد و ۱ متر بالاتر از سطح دریا واقع شده‌است.

## خواهرخوانده
شهرهای تایکانگ و سوژو خواهرخوانده‌های روسولینا هستند.